# Дејвидас Гајлијус
Дејвидас Гајлијус (литв. Deividas Gailius-Daunys; Клајпеда, 26. април 1988) је литвански кошаркаш. Игра на позицијама бека и крила.

## Биографија
Играо је у млађим категоријама Нептунаса, а тамо је током сезоне 2007/08. започео и сениорску каријеру. Сезону 2009/10. провео је у Шјауљају, а наредне две у Виртусу из Болоње. Лета 2012. вратио се у Нептунас на годину дана. У јулу 2013. потписао је за Унион Олимпију са којом је те године освојио Суперкуп Словеније. У августу 2014. по трећи пут је обукао дрес Нептунаса и у њему одиграо још једну сезону. У јуну 2015. потписао је двогодишњи уговор са Лијетувос ритасом. У сезони 2017/18. је играо за Мирафлорес. У јулу 2018. постаје играч Каршијаке и са њима се задржава до почетка јануара 2019. године.

## Успеси

### Клупски
- Унион Олимпија:
  - Суперкуп Словеније (1): 2013.
- Лијетувос ритас:
  - Куп Литваније (1): 2016.

### Репрезентативни
- Европско првенство:  2015.